# Trolejbusová doprava v Chomutově a v Jirkově
Trolejbusová doprava v Chomutově a v Jirkově představuje druhý nejnovější trolejbusový provoz na území České republiky. Jedná se o síť několika trolejbusových tratí, spojujících tato severočeská města. Provozovatelem je od roku 1996 Dopravní podnik měst Chomutova a Jirkova (DPCHJ). Napájecí napětí činí 750 V stejnosměrně.

## Historie

### Plány na zavedení tramvajové dopravy
Za dob normalizace byl mezi městy Chomutov a Jirkov budován rozsáhlý pás sídlišť, jehož dopravní obsluha přestávala být zvládnutelná za pomocí autobusové dopravy. Proto se začala hledat řešení, která by danou situaci vyřešila. Pro kloubové autobusy Ikarus 280 byl nevhodný kopcovitý terén, jako jeden z přijatelných plánů se tak zvolila tramvajová rychlodráha. Její realizaci však postihl ekonomický úpadek přelomu 80. a 90. let; přestože již někde byly komunikace připravené pro tramvajové těleso, od stavby se ustoupilo. Místo toho dostaly roku 1990 zelenou právě trolejbusy, které se ukázaly v tehdejší finanční situaci jako vhodná kombinace elektrické trakce a autobusové dopravy.

### Výstavba

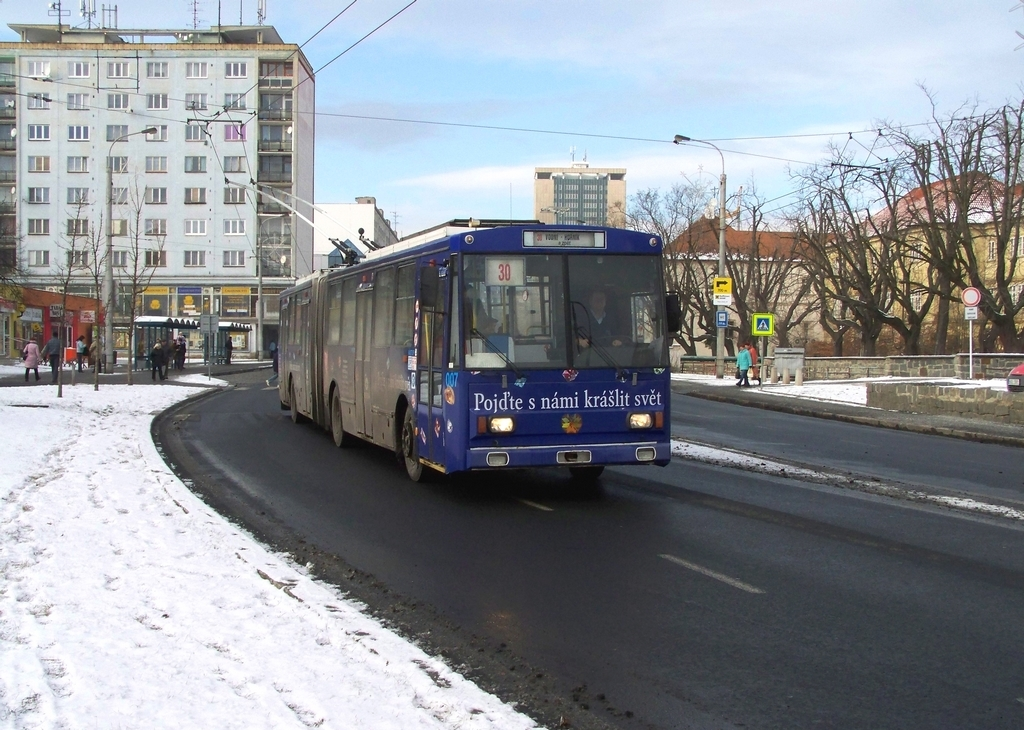
Škoda 15Tr v Chomutově

S výstavbou první trati, vedoucí z Jirkova na dnešní konečnou Vodní v Chomutově, se začalo roku 1992 a o tři roky později, 1. července 1995, se zde svezli první cestující. Nová síť zahrnovala obě konečné v Jirkově a meziměstskou trať. Pro trolejbusy vznikl i nový dopravce (Česká automobilová doprava - Dopravní podnik měst Chomutova a Jirkova), který se roku 1991 vytvořil sloučením ČAD a místního dopravního podniku. Dne 1. ledna 1996 byl otevřen nový úsek v Chomutově, umožňující dopravní obsluhu železničního nádraží. O další dva roky později se na síť napojila i další trať vedoucí k železárnám a zároveň u zastávky U hřbitova byla vytvořena odbočka k poliklinice Chomutov. Také se změnil systém číslování linek; trolejbusy mají od této doby čísla řad 20 (městské linky v Chomutově) a 30 (meziměstské linky). K poslednímu prodloužení došlo 1. prosince 2000, kdy byla otevřena nová smyčka na chomutovském autobusovém nádraží.

### Reorganizace v roce 2013
Dne 15. prosince 2013, od začátku platnosti nových jízdních řádů, proběhla reorganizace celého trolejbusového provozu. Nově byl zaveden taktový jízdní řád, častější provoz linek a zvýšení počtu spojů na nejvytíženějších úsecích. Naopak trolejbusy přestaly jezdit v některých málo využívaných trasách, kde byly nahrazeny autobusy. Opuštěn tak byl koncový úsek do zastávky Železárny, trasa vedoucí po silnici I/13 mezi zastávkami Písečná, zdravotní středisko a Březenecká I (nadále je využívána jako manipulační trať do vozovny) a smyčka Vodní. Nové linky byly označeny čísly 40, 41 (obě vedou do Jirkova) a 50–53 (končí v Chomutově-Písečné).

## Odbavovací systém

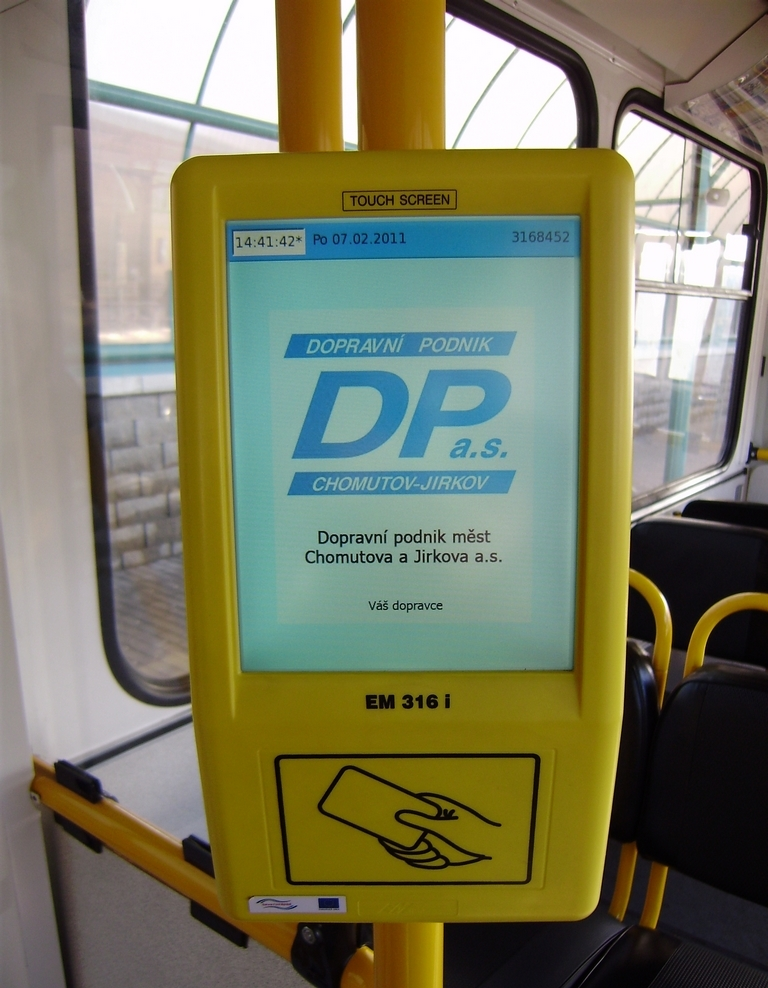
Nainstalovaná výstupní čtečka odbavovacího systému EM-TEST

Od 1. září 2010 došlo k výměně odbavovacího systému za plně elektronický systém, který dodala firma EM-TEST. Nástup předními dveřmi byl zachován, avšak nový systém umožňuje po softwarových úpravách v budoucnu plně využívat nástup všemi dveřmi. Zavedení nového systému přineslo povinnost zavedení přepravní kontroly. K zavedení revizorů došlo během měsíce března 2011. Současný systém taktéž upravuje přepravní tarifikaci ve prospěch cestujících = spravedlivé jízdné dle ujeté vzdálenosti (zvýhodněný tarif mohou využívat jen majitelé bezkontaktní čipové karty, o kterou si v přepravní kanceláři požádají). Pro platby v hotovosti je cena jízdy pevně stanovena bez ohledu na ujetou vzdálenost.

## Vozový park
Prvních 11 let byl jediným typem, který zde byl v provozu, kloubový trolejbus Škoda 15Tr v počtu 25 ks. V roce 2006 byla dodána nízkopodlažní vozidla (první v historii DPCHJ) Solaris Trollino 12 AC v počtu 5 kusů, v důsledku toho bylo odstaveno 6 trolejbusů 15Tr (jeden byl prodán na náhradní díly do Žiliny). Ojedinělým přírůstkem se stal jeden kloubový trolejbus Škoda 25Tr dodaný 8. prosince 2009.
Pokud neměly reklamní polep, jezdily vozy v městském modro–bílém nátěru, trolejbusy po generální opravě získaly pouze bílý lak. Kloubové trolejbusy nebyly vybaveny digitálními transparenty, hlášení zastávek je provozováno ve všech trolejbusech přibližně od března roku 2007.
V dubnu 2018 došlo ke kompletní obnově vozového parku trolejbusů; zakoupeno bylo pět standardních vozů Škoda 26Tr a deset kloubových Škoda 27Tr. Dne 30. června 2018 proběhla rozlučková jízda s nejstarším typem trolejbusu Škoda 15Tr. Z původního vozového parku byl jako historický zachován vůz 15Tr evidenční číslo 008. Na nově dodané trolejbusy byla vrácena původní podniková barevná kombinace tvořená bílým nátěrem s modrým pruhem ve spodní části. Nově byl nátěr doplněn o stříbrný pás dělící modrý pruh od bílého nátěru. Kloubový trolejbus Škoda 25Tr byl prodán do Zlína a krátké vozy Solaris Trollino 12 byly odprodané do Segedína.
Na podzim 2024 bylo v provozu celkem 15 trolejbusů následujících typů:
| Obrázek    | Typ        | Modifikace a podtypy | Počet (stav k 15. 10. 2024) |
| ---------- | ---------- | -------------------- | --------------------------- |
| Škoda 26Tr | Škoda 26Tr | Škoda 26Tr           | 5                           |
| Škoda 27Tr | Škoda 27Tr | Škoda 27Tr           | 10                          |